# وحدة حركية
الوحدة الحركية تتكون من عصبون حركي واحد وجميع ألياف العضلة الهيكلية التي تغذَى بنهايات ذلك العصبون. مجموعة من الوحدات الحركية غالبا ما تعمل معا من أجل تنسيق تقلصات عضلة واحدة، جميع الوحدات الحركية في عظلة ما تسمّى حوض حركي.
جميع الألياف العضلية في الوحدة الحركية هي من نفس نوع الألياف. عندما تنشط الوحدة الحركية جميع الألياف تنقبض. في الفقاريات, قوة انقباض العضلات يتم التحكم بعدد الوحدات الحركية النشطة.
عدد الألياف العضلية داخل كل وحدة يمكن أن يختلف في العضلة الواحدة وممكن أن يختلف أكثر من عضلة إلى أخرى. العضلات ذات الحجم الأكبر في الجسم تحتوي على المزيد من ألياف العضلات داخل كل وحدة حركية، في حين أن أصغر العضلات تحتوي على عدد أقل من ألياف العضلات في كل وحدة. فعلى سبيل المثال، في الفخذ العضلات يمكن أن تحوي ألف من الألياف في كل وحدة، بينما العضلات خارج المقلة قد لا تتجاوز عشرة ألياف في كل وحدة حركية. العضلات التي تمتلك المزيد من الوحدات الحركية (وبالتالي أكبرعدد من الخلايا العصبية الحركية) قادرة على التحكم في قوة الإخراج بدقة أكبر.
الوحدات الحركية تنظم بشكل مختلف قليلا في اللافقاريات، كل عضلة لديها عدد قليل من الوحدات الحركية (عادة أقل من 10) و كل ليف عضلي يغذّى بعدة خلايا عصبية، بما في ذلك الخلايا العصبية المثيرة والخلايا العصبية المثبطة. لذلك في الفقاريات قوة انقباض العضلات ينظمه كم عدد الوحدات الحركية التي يتم تفعيلها،  بينما في اللافقاريات يحدث ذلك  بتنظيم التوازن بين الإشارات العصبية المثيرة والمثبطة.

## التوظيف(الفقاريات)
الجهاز العصبي المركزي هو المسؤول عن تجنيد الخلايا العصبية الحركية بدءا من أصغر الوحدات الحركية. مبدأ هينمن للحجم يشير إلى أن الوحدات الحركية يتم توظيفهم من الأصغر إلى الأكبر على أساس حجم الحمولة. الألياف العضلية التي تتطلب قوة أقل وأبطأ وتقاوم التعب يتم توظيفها من قبل توظيف الألياف العظلية الأسرع.
الجهاز العصبي المركزي لديه طريقتين مختلفتين للسيطرة على القوة التي تنتجها العضلات من خلال توظيف الوحدات الحركية وهي: التوظيف المكاني والزماني.  التوظيف المكاني هو تفعيل المزيد من الوحدات الحركية لإنتاج قوة أكبر. الوحدات الحركية الكبيرة والوحدات الحركية الصغيرة يتم تفعيلها معاً في العضلة الواحدة، وبالتالي إنتاج قوة عضلية قصوى. أما التوظيف الزماني للوحدات الحركية أو معدل الترميز، يتعامل مع وتيرة تفعيل الألياف العضلية. التحفيز المتتالي للوحدات الحركية بواسطة العصبون الحركي ألفا يُحدث المزيد من الانقباضات في الألياف العصبية، وهذا يُنتج قوة أكبر من حالة التحفيز البطييء.
الكتروميوجرافي (بالإنجليزية: EMG) هي التقنية المستخدمة لقياس نشاط العضلة. . هذا الاختبار يستخدم لتحديد عدد الوحدات الحركية الموظفة في حركة معينة. الوحدات الحركية الموظفة في قوة منخفظة (عتبة منخفضة) تميل إلى أن تكون صغيرة، في حين أن القوة العالية تستدعي توظيف الوحدات الحركية الكبيرة. هذا يشير إلى أنه على الرغم من ارتفاع عتبة الوحدات تصنع مزيد من التوتر إلا أن توظيف الوحدات الحركية يقل في الحركات الإرادية.
لاختبار نشاط الوحدات الحركي توضع الأقطاب الكهربائية على الجلد ويتم تحفيز العضلة داخليا باستخدام ابرة. بعد تحفيز الووحدة الحركية يتم تسجيل التيار العصبي العضلي على شكل جهد الفعل، والمعروف باسم جهد فعل الوحدة الحركية (MUAP). عندما يتم تسجيل عدد من  MUAP يتم تسجيلها خلال فترة زمنية قصيرة تلاحظ قاطرة جهد فعل الوحدة الحركية (MUAPT). الوقت بين هذه النبضات يُعرف بفاصل بين-الذبذبة (IPI). في اختبار الكتروميوجرافي الطبي لمريض مع ضعف العضلات يتم تحليل MUAP بدقة من حيث الحجم والشكل ونمط التوظيف ويمكن أن يساعد في التمييز بيت الاعتلال العضلي و الاعتلال العصبي.

## أنواع الوحدات الحركية(الفقاريات)
الوحدات الحركية تصنف عموما استنادا إلى أوجه التشابه بين عدة عوامل:
- فسيولوجياً
  - سرعة الانقباض
    - القوة
    - مدة فترة الجموح

يتم تصنيف الألياف كالتالي:
FF — سريعة قابلة للتعب — قوة عالية، سريعة الانقباض، ولكن تتعب في بضع ثوان.
FR — سريعة مقاومة للتعب — متوسطة القوة، مقاومة للتعب، سريعة الانقباض، ومقاومة التعب.
FI — سريعة متوسطة — المتوسطة بين FF و FR.
S — بطيئة — ضعيفة، بطيئة السرعة، قابلة للتعب بسرعة.

- حسب الكيمياء الحيوية
  - كيمياء الأنسجة (أقدم أنواع التصنيف)[7]
    - نشاط انزيم السكر
    - نشاط انزايم الأكسدة 
    - حساسة الميوسين ضد الأحماض والقواعد

يتم تصنيف الألياف كالتالي:
I (بطيئة الأكسدة) — انخفاض السكر وارتفاع الأكسدة. منخفضة  الميوسين ATPase ، حساسة للقلويات.
IIa (سريعة الأكسدة والسكر) — عالية حال السكر، عالية الأكسدة والميوسين ATPase متواجد، حساسية للحمضيات.
IIb (سريع حال السكر) — عالية حال السكر والميوسين ATPase وجود حساسية الحمض. انخفاض الأكسدة .
IIi — الألياف المتوسطة بين IIa و IIb.
- - تصنيف مناعى (التصنيف الأكثر حداثة)[9]
    - سلسلة الميوسين الثقيلة (MHC)
    - سلسلة الميوسن الخفيفة — قلوي (MLC1)
    - سلسلة الميوسن الخفيفة - التنظيمية (MLC2)

يتم تصنيف الألياف كالتالي:
|                 |                   | يعبَر عنه بواسطة |                |
| --------------- | ----------------- | --------------- | -------------- |
| العائلة الجينية | التطور            | ألياف سريعة(II) | ألياف بطيئة(I) |
| MHC             | جنيني MHC         | MHC IIa         | β/MHC          |
|                 | حديثي الولادة MHC | MHC IIb         |                |
|                 |                   | MHC IIx         |                |
| MLC1 (قاعدي)    | جنيني             | 1f              | 1s             |
|                 | 1f                | 3f              |                |
| MLC2 (منظم)     | 2f                | 2f              | 2s             |إالجدول مستنسخ من
- - التوثيف الجيني للميوسين [10]

هناك حاليا حوالي 15 نواع مختلفة من MHC الجينات المعروفة لتواجدها في العضلات، فقط البعض منها يمكن أن تعبَر في ليف عظلي منفرد. هذه الجينات شكل واحد من ~18 فئة من جينات الميوسين التي تم تحديدها كجينات الدرجة الثانية التي ينبغي عدم الخلط بينها وبين النوع الثاني من الميوسين. التعبير المتعددة لجينات MHC في ليف عصبي معين هو مثال على تعدد الأشكال. التعبير النسبي لأنواع الميوسين يتحدد جزئيا من خلال علم الوراثة وغيرها من العوامل البيولوجية مثل النشاط، التغذية العصبية والهرمونات.
لذلك فإن التعبير الجيني قد مر من خلال العديد من المراحل ووصل إلى نقطة أنه من المسلم به أن الألياف العضلية تحتوي على خليط متفاوت من عدة أنواع من الميوسين التي لا يمكن بسهولة أن تصنف إلى مجموعات محددة من الألياف. ثلاثة (أو أربعة) أنواع من الألياف تمثل القمم في توزيع الألياف العضلية لكل منها خصائص تحددها الكيمياء الحيوية فيها.
تقديرات نسب تغذية الوحدات الحركية لعضلات الإنسان:
| العضلة              | عدد المحاور الحركية | عدد ألياف العضلة | نسبة التغذية العصبية | المرجع      |
| ------------------- | ------------------- | ---------------- | -------------------- | ----------- |
| العضلة ذات الرأسين  | 774                 | 580,000          | 750                  | دشتال، 1961 |
| عضلة عضدية كعبرية   | 315                 | 129,000          | 410                  | فنستين      |
| أول عضلات بين اضلاع | 119                 | 40,500           | 340                  | فنستين      |
| عضلة الساق          | 579                 | 1,120,000        | 1,934                | فنستين      |
| عضلة ظنبوبية أمامية | 445                 | 250,200          | 562                  | فنستين      |

الجدول مستنسخ من